# Saison 2015 de l'International Premier Tennis League
 (décembre 2015).
Si vous disposez d'ouvrages ou d'articles de référence ou si vous connaissez des sites web de qualité traitant du thème abordé ici, merci de compléter l'article en donnant les références utiles à sa vérifiabilité et en les liant à la section « Notes et références ».
L'édition 2015 de l'IPTL est la deuxième saison de cette ligue professionnelle de tennis par équipes. Durant trois semaines, elle réunit cinq équipes, composées de 7 à 11 joueurs, qui représentent les cinq villes d'accueil du tournoi :
- Kobe pour les Legendari Japan Warriors ;
- Manille pour les Philippine Mavericks ;
- New Delhi pour les Micromax Indian Aces (tenants du titre) ;
- Dubaï pour les Obi UAE Royals ;
- Singapour, qui accueille la finale, pour les OUE Singapore Slammers.

Trois jours de rencontres sont organisés dans chaque lieu d'accueil, et les équipes bénéficient d'une journée de repos entre chaque ville.
Les OUE Singapore Slammers, qui disputent la finale chez eux, s'imposent face aux tenants du titre, les Micromax Indian Aces.

## Faits marquants
- Novak Djokovic, initialement membre de l'équipe des OUE Singapore Slammers, déclare forfait peu avant le début de la compétition. Andy Murray et Stanislas Wawrinka viennent compléter cette équipe par la suite.
- Gaël Monfils se blesse lors de la première journée face aux Legendari Japan Warriors. Il déclare forfait pour le reste de la compétition deux jours plus tard.
- Richard Gasquet et Milos Raonic, tous deux membres des Philippine Mavericks, sont touchés au dos et se retirent en cours de la compétition.
- Les OUE Singapore Slammers remportent cette deuxième édition de l'IPTL face aux tenants du titre, les Micromax Indian Aces.

## Équipes
Les équipes de cette deuxième édition sont les suivantes :
| Philippine Mavericks   | Obi UAE Royals      | Micromax Indian Aces | OUE Singapore Slammers | Legendari Japan Warriors |
| ---------------------- | ------------------- | -------------------- | ---------------------- | ------------------------ |
| James Blake            | Tomáš Berdych       | Rohan Bopanna        | Belinda Bencic         | Thomas Enqvist           |
| Somdev Devvarman       | Marin Čilić         | Ivan Dodig           | Dustin Brown           | Kirsten Flipkens         |
| Jarmila Gajdošová      | Roger Federer       | Svetlana Kuznetsova  | Nick Kyrgios           | Pierre-Hugues Herbert    |
| Richard Gasquet        | Goran Ivanišević    | Sania Mirza          | Marcelo Melo           | Philipp Kohlschreiber    |
| Treat Conrad Huey      | Ana Ivanović        | Gaël Monfils         | Carlos Moyà            | Mirjana Lučić            |
| Ivo Karlović           | Kristina Mladenovic | Rafael Nadal         | Andy Murray            | Kurumi Nara              |
| Mark Philippoussis     | Daniel Nestor       | Agnieszka Radwańska  | Karolína Plíšková      | Kei Nishikori            |
| Milos Raonic           |                     | Fabrice Santoro      | Stanislas Wawrinka     | Leander Paes             |
| Édouard Roger-Vasselin | Samantha Stosur     |                      | Marat Safin            |                          |
| Ajla Tomljanović       | Bernard Tomic       | Maria Sharapova      |                        |                          |
| Serena Williams        |                     |                      |                        |                          |

 * Les joueurs en italique ont quitté le tournoi en cours de compétition.

 * Les joueurs en gras sont arrivés en cours de compétition.

 * Les joueurs en gras et italique sont arrivés puis repartis en cours de compétition.

## Classement
Le classement est établi selon le ratio jeux gagnés-jeux perdus de chaque équipe. Les deux équipes en tête se rencontrent en finale.
| Classement | Équipe                   | Matchs joués | Matchs gagnés | Matchs perdus | Jeux gagnés | Jeux perdus | % de jeux gagnés |
| ---------- | ------------------------ | ------------ | ------------- | ------------- | ----------- | ----------- | ---------------- |
| 1          | Micromax Indian Aces     | 11           | 8             | 3             | 278         | 236         | 54,1%            |
| 2          | OUE Singapore Slammers   | 11           | 7             | 4             | 278         | 255         | 52,2%            |
| 3          | Obi UAE Royals *         | 11           | 5             | 6             | 264         | 264         | 50,0%            |
| 4          | Philippine Mavericks     | 11           | 6             | 5             | 253         | 273         | 48,1%            |
| 5          | Legendari Japan Warriors | 11           | 2             | 9             | 240         | 274         | 46,7%            |

 * En raison du nombre impair d'équipes, une d'entre elles joue automatiquement un match en plus. Pour avoir un même nombre de matchs disputés entre chaque équipe, les OBI UAE Royals ont décidé de ne pas comptabiliser les résultats de leur rencontre du 6 décembre face aux Philippine Mavericks.

## Tableau

### 2au4décembre2015-Kobe,Japon
Les rencontres se déroulent au Kobe World Memorial Hall.

#### 2 décembre
| Catégorie        | OUE Singapore Slammers         | 20-26 | Obi UAE Royals              |
| ---------------- | ------------------------------ | ----- | --------------------------- |
| Simple messieurs | Nick Kyrgios                   | 6-2   | Tomáš Berdych               |
| Simple dames     | Belinda Bencic                 | 3-6   | Ana Ivanović                |
| Double messieurs | Dustin Brown Marcelo Melo      | 5-6   | Tomáš Berdych Daniel Nestor |
| Double mixte     | Karolína Plíšková Marcelo Melo | 3-6   | K. Mladenovic Daniel Nestor |
| Simple légende   | Carlos Moyà                    | 3-6   | Goran Ivanišević            |

| Catégorie        | Micromax Indian Aces       | 25-24 | Legendari Japan Warriors      |
| ---------------- | -------------------------- | ----- | ----------------------------- |
| Simple messieurs | Gaël Monfils               | 4-6   | Kei Nishikori                 |
| Simple dames     | Samantha Stosur            | 4-6   | Maria Sharapova               |
| Double messieurs | Rohan Bopanna Gaël Monfils | 6-4   | P.-H. Herbert Kei Nishikori   |
| Double mixte     | Sania Mirza Rohan Bopanna  | 5-6   | Maria Sharapova P.-H. Herbert |
| Simple légende   | Fabrice Santoro            | 6-2   | Marat Safin                   |

#### 3 décembre
| Catégorie        | Philippine Mavericks                | 24-26 | OUE Singapore Slammers      |
| ---------------- | ----------------------------------- | ----- | --------------------------- |
| Simple messieurs | Milos Raonic                        | 4-6   | Nick Kyrgios                |
| Simple dames     | Serena Williams                     | 4-6   | Karolína Plíšková           |
| Double messieurs | Richard Gasquet É. Roger-Vasselin   | 6-4   | Dustin Brown Marcelo Melo   |
| Double mixte     | Jarmila Gajdošová É. Roger-Vasselin | 4-6   | Belinda Bencic Marcelo Melo |
| Simple légende   | M. Philippoussis                    | 6-4   | Carlos Moyà                 |

| Catégorie        | Legendari Japan Warriors                     | 15-30 | Obi UAE Royals              |
| ---------------- | -------------------------------------------- | ----- | --------------------------- |
| Simple messieurs | P. Kolschreiber                              | 3-6   | Tomáš Berdych               |
| Simple dames     | Maria Sharapova                              | 4-6   | Ana Ivanović                |
| Double messieurs | P.-H. Herbert Leander Paes                   | 4-6   | Tomáš Berdych Daniel Nestor |
| Double mixte     | Maria Sharapova P.-H. Herbert ⇅ Leander Paes | 0-6   | K. Mladenovic Daniel Nestor |
| Simple légende   | Marat Safin                                  | 4-6   | Goran Ivanišević            |

#### 4 décembre
| Catégorie        | OUE Singapore Slammers                     | 22-27 | Micromax Indian Aces                   |
| ---------------- | ------------------------------------------ | ----- | -------------------------------------- |
| Simple messieurs | Nick Kyrgios                               | 3-6   | Ivan Dodig                             |
| Simple dames     | Karolína Plíšková                          | 6-4   | Samantha Stosur                        |
| Double messieurs | Dustin Brown Marcelo Melo                  | 4-6   | Rohan Bopanna Ivan Dodig               |
| Double mixte     | Belinda Bencic Marcelo Melo ⇅ Nick Kyrgios | 3-6   | Sania Mirza Rohan Bopanna ⇅ Ivan Dodig |
| Simple légende   | Carlos Moyà                                | 6-5   | Fabrice Santoro                        |

| Catégorie        | Philippine Mavericks              | 28-24 | Legendari Japan Warriors   |
| ---------------- | --------------------------------- | ----- | -------------------------- |
| Simple messieurs | Milos Raonic                      | 6-5   | Kei Nishikori              |
| Simple dames     | Serena Williams                   | 4-6   | Kurumi Nara                |
| Double messieurs | Richard Gasquet É. Roger-Vasselin | 6-5   | P.-H. Herbert Leander Paes |
| Double mixte     | Serena Williams Treat Huey        | 6-3   | Mirjana Lučić Leander Paes |
| Simple légende   | M. Philippoussis                  | 6-5   | Marat Safin                |

### 6au8décembre2015-Manille,Philippines
Les rencontres se déroulent au Mall of Asia Arena.

#### 6 décembre
| Catégorie        | OUE Singapore Slammers      | 29-20 | Legendari Japan Warriors                   |
| ---------------- | --------------------------- | ----- | ------------------------------------------ |
| Simple messieurs | Nick Kyrgios                | 6-5   | P. Kohlschreiber                           |
| Simple dames     | Belinda Bencic              | 6-2   | Kurumi Nara ⇅ Mirjana Lučić                |
| Double messieurs | Dustin Brown Marcelo Melo   | 5-6   | P.-H. Herbert Leander Paes                 |
| Double mixte     | Belinda Bencic Nick Kyrgios | 6-3   | Mirjana Lučić Leander Paes ⇅ P.-H. Herbert |
| Simple légende   | Carlos Moyà                 | 6-4   | Marat Safin                                |

| Catégorie        | Philippine Mavericks              | 29-18 | Obi UAE Royals              |
| ---------------- | --------------------------------- | ----- | --------------------------- |
| Simple messieurs | Milos Raonic                      | 6-4   | Tomáš Berdych               |
| Simple dames     | Serena Williams                   | 6-3   | Ana Ivanović                |
| Double messieurs | Richard Gasquet É. Roger-Vasselin | 6-3   | Tomáš Berdych Daniel Nestor |
| Double mixte     | Serena Williams Treat Conrad Huey | 5-6   | K. Mladenovic Daniel Nestor |
| Simple légende   | M. Philippoussis                  | 6-2   | Goran Ivanišević            |

#### 7 décembre
| Catégorie        | Micromax Indian Aces      | 30-18 | Obi UAE Royals                    |
| ---------------- | ------------------------- | ----- | --------------------------------- |
| Simple messieurs | Rafael Nadal              | 6-5   | Tomáš Berdych                     |
| Simple dames     | Samantha Stosur           | 6-3   | Ana Ivanović ⇅ K. Mladenovic      |
| Double messieurs | Ivan Dodig Rafael Nadal   | 6-3   | Tomáš Berdych Daniel Nestor       |
| Double mixte     | Sania Mirza Rohan Bopanna | 6-4   | Kristina Mladenovic Daniel Nestor |
| Simple légende   | Fabrice Santoro           | 6-3   | Goran Ivanišević                  |

| Catégorie        | Philippine Mavericks                | 25-21 | Legendari Japan Warriors    |
| ---------------- | ----------------------------------- | ----- | --------------------------- |
| Simple messieurs | Richard Gasquet                     | 3-6   | P. Kohlschreiber            |
| Simple dames     | Serena Williams                     | 6-3   | Kurumi Nara ⇅ Mirjana Lučić |
| Double messieurs | Treat Conrad Huey É. Roger-Vasselin | 4-6   | P.-H. Herbert Leander Paes  |
| Double mixte     | Serena Williams Milos Raonic        | 6-4   | Mirjana Lučić P.-H. Herbert |
| Simple légende   | M. Philippoussis                    | 6-2   | Thomas Enqvist              |

#### 8 décembre
| Catégorie        | Obi UAE Royals              | 26-23 | OUE Singapore Slammers      |
| ---------------- | --------------------------- | ----- | --------------------------- |
| Simple messieurs | Tomáš Berdych               | 6-4   | Nick Kyrgios                |
| Simple dames     | Ana Ivanović                | 6-5   | Karolína Plíšková           |
| Double messieurs | Tomáš Berdych Daniel Nestor | 2-6   | Nick Kyrgios Marcelo Melo   |
| Double mixte     | K. Mladenovic Daniel Nestor | 6-4   | Belinda Bencic Nick Kyrgios |
| Simple légende   | Goran Ivanišević            | 6-4   | Carlos Moyà                 |

| Catégorie        | Philippine Mavericks              | 25-24 | Micromax Indian Aces      |
| ---------------- | --------------------------------- | ----- | ------------------------- |
| Simple messieurs | Milos Raonic                      | 6-5   | Rafael Nadal              |
| Simple dames     | Serena Williams                   | 6-3   | Samantha Stosur           |
| Double messieurs | Richard Gasquet É. Roger-Vasselin | 4-6   | Ivan Dodig Rafael Nadal   |
| Double mixte     | Serena Williams Treat Conrad Huey | 3-6   | Sania Mirza Rohan Bopanna |
| Simple légende   | M. Philippoussis                  | 6-4   | Fabrice Santoro           |

### 10au12décembre2015-New Delhi,Inde
Les rencontres se déroulent à l'Indira Gandhi Arena.

#### 10 décembre
| Catégorie        | Obi UAE Royals                    | 21-24 | Legendari Japan Warriors    |
| ---------------- | --------------------------------- | ----- | --------------------------- |
| Simple messieurs | Tomáš Berdych                     | 4-6   | P.-H. Herbert               |
| Simple dames     | Ana Ivanović                      | 6-2   | Kurumi Nara ⇅ Mirjana Lučić |
| Double messieurs | Tomáš Berdych Daniel Nestor       | 3-6   | P.-H. Herbert Leander Paes  |
| Double mixte     | Kristina Mladenovic Daniel Nestor | 2-6   | Mirjana Lučić P.-H. Herbert |
| Simple légende   | Goran Ivanišević                  | 6-4   | Thomas Enqvist              |

| Catégorie        | Micromax Indian Aces       | 30-12 | Philippine Mavericks                |
| ---------------- | -------------------------- | ----- | ----------------------------------- |
| Simple messieurs | Rafael Nadal               | 6-4   | É. Roger-Vasselin                   |
| Simple dames     | A. Radwańska               | 6-1   | Jarmila Gajdošová                   |
| Double messieurs | Rohan Bopanna Rafael Nadal | 6-4   | Treat Conrad Huey É. Roger-Vasselin |
| Double mixte     | Sania Mirza Rohan Bopanna  | 6-4   | Ajla Tomljanović Treat Conrad Huey  |
| Simple légende   | Fabrice Santoro            | 6-1   | Mark Philippoussis                  |

#### 11 décembre
| Catégorie        | Philippine Mavericks                | 22-30 | OUE Singapore Slammers         |
| ---------------- | ----------------------------------- | ----- | ------------------------------ |
| Simple messieurs | É. Roger-Vasselin                   | 5-6   | Nick Kyrgios                   |
| Simple dames     | Ajla Tomljanović                    | 3-6   | Belinda Bencic                 |
| Double messieurs | Treat Conrad Huey É. Roger-Vasselin | 5-6   | Nick Kyrgios Marcelo Melo      |
| Double mixte     | Jarmila Gajdošová Treat Conrad Huey | 5-6   | Karolína Plíšková Dustin Brown |
| Simple légende   | Mark Philippoussis                  | 4-6   | Carlos Moyà                    |

| Catégorie        | Micromax Indian Aces      | 26-21 | Legendari Japan Warriors    |
| ---------------- | ------------------------- | ----- | --------------------------- |
| Simple messieurs | Ivan Dodig                | 3-6   | P.-H. Herbert               |
| Simple dames     | A. Radwańska              | 6-2   | Mirjana Lučić ⇅ Kurumi Nara |
| Double messieurs | Rohan Bopanna Ivan Dodig  | 5-6   | P.-H. Herbert Leander Paes  |
| Double mixte     | Sania Mirza Rohan Bopanna | 6-4   | Mirjana Lučić P.-H. Herbert |
| Simple légende   | Fabrice Santoro           | 6-3   | Thomas Enqvist              |

#### 12 décembre
| Catégorie        | OUE Singapore Slammers         | 24-22 | Legendari Japan Warriors      |
| ---------------- | ------------------------------ | ----- | ----------------------------- |
| Simple messieurs | Nick Kyrgios                   | 6-5   | P. Kohlschreiber              |
| Simple dames     | Belinda Bencic                 | 6-1   | Kirsten Flipkens              |
| Double messieurs | Nick Kyrgios Marcelo Melo      | 4-6   | P. Kohlschreiber Leander Paes |
| Double mixte     | Karolína Plíšková Dustin Brown | 6-4   | Kirsten Flipkens Leander Paes |
| Simple légende   | Carlos Moyà                    | 2-6   | Thomas Enqvist                |

| Catégorie        | Micromax Indian Aces       | 30-19 | Obi UAE Royals                    |
| ---------------- | -------------------------- | ----- | --------------------------------- |
| Simple messieurs | Rafael Nadal               | 6-5   | Roger Federer                     |
| Simple dames     | A. Radwańska               | 6-1   | Kristina Mladenovic               |
| Double messieurs | Rohan Bopanna Rafael Nadal | 6-4   | Roger Federer Marin Čilić         |
| Double mixte     | Sania Mirza Rohan Bopanna  | 6-4   | Kristina Mladenovic Daniel Nestor |
| Simple légende   | Fabrice Santoro            | 6-5   | Goran Ivanišević                  |

### 14au16décembre2015-Dubaï,Émirats arabes unis
Les rencontres se déroulent à l'Aviation Club Tennis Centre.

#### 14 décembre
| Catégorie        | Micromax Indian Aces      | 25-18 | Legendari Japan Warriors       |
| ---------------- | ------------------------- | ----- | ------------------------------ |
| Simple messieurs | Bernard Tomic             | 3-6   | P. Kohlschreiber               |
| Simple dames     | A. Radwańska              | 6-1   | Mirjana Lučić                  |
| Double messieurs | Rohan Bopanna Ivan Dodig  | 6-5   | P.-H. Herbert Leander Paes     |
| Double mixte     | Sania Mirza Rohan Bopanna | 4-6   | Kirsten Flipkens P.-H. Herbert |
| Simple légende   | Fabrice Santoro           | 6-0   | Thomas Enqvist                 |

| Catégorie        | Obi UAE Royals                  | 24-26 | Philippine Mavericks           |
| ---------------- | ------------------------------- | ----- | ------------------------------ |
| Simple messieurs | Roger Federer                   | 4-6   | Ivo Karlović                   |
| Simple dames     | K. Mladenovic                   | 6-2   | Ajla Tomljanović               |
| Double messieurs | Marin Čilić Roger Federer       | 4-6   | Treat Huey É. Roger-Vasselin   |
| Double mixte     | Kristina Mladenovic Marin Čilić | 5-6   | J. Gajdošová É. Roger-Vasselin |
| Simple légende   | Goran Ivanišević                | 5-6   | James Blake                    |

#### 15 décembre
| Catégorie        | Philippine Mavericks                | 23-24   | Micromax Indian Aces                   |
| ---------------- | ----------------------------------- | ------- | -------------------------------------- |
| Simple messieurs | Ivo Karlović                        | 4-6     | Bernard Tomic                          |
| Simple dames     | Ajla Tomljanović                    | 4-6     | A. Radwańska                           |
| Double messieurs | Treat Conrad Huey É. Roger-Vasselin | 5-6     | Rohan Bopanna Ivan Dodig               |
| Double mixte     | J. Gajdošová É. Roger-Vasselin      | 4-6     | Sania Mirza Rohan Bopanna ⇅ Ivan Dodig |
| Simple légende   | James Blake                         | 6-0 (f) | Fabrice Santoro*                       |

| Catégorie        | Obi UAE Royals              | 24-27 | OUE Singapore Slammers                    |
| ---------------- | --------------------------- | ----- | ----------------------------------------- |
| Simple messieurs | Roger Federer               | 4-6   | Andy Murray                               |
| Simple dames     | Kristina Mladenovic         | 5-6   | Karolína Plíšková                         |
| Double messieurs | Marin Čilić Roger Federer   | 5-6   | Nick Kyrgios Marcelo Melo ⇅ Andy Murray   |
| Double mixte     | K. Mladenovic Daniel Nestor | 6-3   | Belinda Bencic Andy Murray ⇅ Nick Kyrgios |
| Simple légende   | Goran Ivanišević            | 4-6   | Carlos Moyà                               |

#### 16 décembre
| Catégorie        | Micromax Indian Aces                   | 16-27   | OUE Singapore Slammers         |
| ---------------- | -------------------------------------- | ------- | ------------------------------ |
| Simple messieurs | Bernard Tomic                          | 1-6     | Andy Murray ⇅ Nick Kyrgios     |
| Simple dames     | A. Radwańska                           | 6-3     | Belinda Bencic                 |
| Double messieurs | Ivan Dodig Bernard Tomic               | 4-6     | Marcelo Melo Andy Murray       |
| Double mixte     | Sania Mirza Ivan Dodig ⇅ Rohan Bopanna | 5-6     | Karolína Plíšková Dustin Brown |
| Simple légende   | Fabrice Santoro*                       | 0-6 (f) | Carlos Moyà                    |

| Catégorie        | Obi UAE Royals                    | 26-22 | Legendari Japan Warriors       |
| ---------------- | --------------------------------- | ----- | ------------------------------ |
| Simple messieurs | Marin Čilić                       | 6-3   | P. Kohlschreiber               |
| Simple dames     | K. Mladenovic                     | 6-2   | Kirsten Flipkens               |
| Double messieurs | Marin Čilić Daniel Nestor         | 6-5   | P.-H. Herbert Leander Paes     |
| Double mixte     | Kristina Mladenovic Daniel Nestor | 5-6   | Kirsten Flipkens P.-H. Herbert |
| Simple légende   | Goran Ivanišević                  | 3-6   | Marat Safin                    |

### 18au20décembre2015-Singapour
Les rencontres se déroulent au Singapore Indoor Stadium.

#### 18 décembre
| Catégorie        | Philippine Mavericks                | 15-29 | Legendari Japan Warriors   |
| ---------------- | ----------------------------------- | ----- | -------------------------- |
| Simple messieurs | Ivo Karlović                        | 3-6   | P.-H. Herbert              |
| Simple dames     | Jarmila Gajdošová                   | 1-6   | Kurumi Nara                |
| Double messieurs | Treat Huey É. Roger-Vasselin        | 6-5   | P.-H. Herbert Leander Paes |
| Double mixte     | Jarmila Gajdošová É. Roger-Vasselin | 2-6   | Mirjana Lučić Leander Paes |
| Simple légende   | James Blake                         | 3-6   | Marat Safin                |

| Catégorie        | OUE Singapore Slammers                  | 23-27 | Obi UAE Royals                    |
| ---------------- | --------------------------------------- | ----- | --------------------------------- |
| Simple messieurs | Stan Wawrinka                           | 4-6   | Roger Federer                     |
| Simple dames     | Karolína Plíšková                       | 5-6   | K. Mladenovic                     |
| Double messieurs | Nick Kyrgios ⇅ S. Wawrinka Marcelo Melo | 4-6   | Roger Federer Daniel Nestor       |
| Double mixte     | Karolína Plíšková Dustin Brown          | 6-3   | Kristina Mladenovic Roger Federer |
| Simple légende   | Carlos Moyà                             | 4-6   | Goran Ivanišević                  |

#### 19 décembre
| Catégorie        | Philippine Mavericks                          | 24-23 | Obi UAE Royals              |
| ---------------- | --------------------------------------------- | ----- | --------------------------- |
| Simple messieurs | Ivo Karlović ⇅ É. Roger-Vasselin              | 4-6   | Marin Čilić                 |
| Simple dames     | J. Gajdošová                                  | 6-3   | Kristina Mladenovic         |
| Double messieurs | Treat Huey É. Roger-Vasselin                  | 6-4   | Marin Čilić Daniel Nestor   |
| Double mixte     | J. Gajdošová É. Roger-Vasselin ⇅ S. Devvarman | 1-6   | K. Mladenovic Daniel Nestor |
| Simple légende   | James Blake                                   | 6-4   | Goran Ivanišević            |
| Set décisif *    | Ivo Karlović                                  | 10-9  | Marin Čilić                 |

| Catégorie        | OUE Singapore Slammers         | 27-21 | Micromax Indian Aces      |
| ---------------- | ------------------------------ | ----- | ------------------------- |
| Simple messieurs | Stan Wawrinka                  | 6-5   | Bernard Tomic             |
| Simple dames     | Belinda Bencic                 | 6-2   | S. Kuznetsova             |
| Double messieurs | Nick Kyrgios Marcelo Melo      | 5-6   | Rohan Bopanna Ivan Dodig  |
| Double mixte     | Karolína Plíšková Dustin Brown | 4-6   | Sania Mirza Rohan Bopanna |
| Simple légende   | Carlos Moyà                    | 6-2   | Fabrice Santoro           |

#### 20 décembre: Finale
| Catégorie        | OUE Singapore Slammers         | 26-21 | Micromax Indian Aces      |
| ---------------- | ------------------------------ | ----- | ------------------------- |
| Simple messieurs | Stan Wawrinka                  | 6-3   | Bernard Tomic             |
| Simple dames     | Belinda Bencic                 | 6-5   | S. Kuznetsova             |
| Double messieurs | Marcelo Melo Stan Wawrinka     | 6-3   | Rohan Bopanna Ivan Dodig  |
| Double mixte     | Karolína Plíšková Dustin Brown | 2-6   | Sania Mirza Rohan Bopanna |
| Simple légende   | Carlos Moyà                    | 6-4   | Fabrice Santoro           |